# Lamine Dieng
Pour l'affaire judiciaire française, voir Mort de Lamine Dieng.
 (décembre 2012).
Si vous disposez d'ouvrages ou d'articles de référence ou si vous connaissez des sites web de qualité traitant du thème abordé ici, merci de compléter l'article en donnant les références utiles à sa vérifiabilité et en les liant à la section « Notes et références ».
Pour les articles homonymes, voir Dieng.
Lamine Dieng est un joueur et entraîneur de football sénégalais. Il est notamment le sélectionneur de l'équipe du Sénégal de football de 1992 à 1993.

## Biographie
Lamine Dieng est né en 1951 à Saint-Louis-du-Sénégal. Il se passionne dès l'enfance pour le sport, ce qui le pousse à jouer au football à la Linguère de Saint-Louis (club de première division sénégalaise) ; il est cité comme exemple de la qualité de la formation de ce club.
Après des études supérieures il devient professeur d'éducation physique à l'INSEPS à Dakar. Ayant obtenu une bourse il part pour l'Université des Sports de Reims en France puis à Hambourg en Allemagne d'où il revient avec le diplôme d’entraîneur de troisième degré de la Bundesliga. 
Engagé par la Douane en 1988, il fait sortir cette équipe des pénombres. En 1992, Lamine est engagé comme sélectionneur de l'équipe du Sénégal de football. Son contrat est rompu l'année suivante en raison de dissensions internes. Il fut entraineur de Gorée, de l'US Ouakam, du Maghreb de Fès (championnat du Maroc 2008-2009) et du Jaraaf. 
En décembre 2012, Lamine Dieng, au chômage depuis un an, est réengagé par l'AS Douane après 20 ans de séparation. Mais après seulement une saison, le club des Gabelous décide de se séparer de lui pour cause de mauvais résultats ayant entraîné sa chute en ligue 2. 
En janvier 2014, Lamine Dieng signe un contrat d'entraîneur avec le club dakarois de Niarry Tally, en remplacement de Abdoulaye Diaw. Son équipe obtient l'année suivante la seconde place du Championnat du Sénégal de football 2015, derrière l'AS Douanes.
Il décède le 7 décembre 2021 à Dakar.